# Can Mallorquí
Can Mallorquí és una masia de Bordils (Gironès) inclosa a l'Inventari del Patrimoni Arquitectònic de Catalunya.

## Descripció
És una masia de planta rectangular, estructurada en tres crugies paral·leles de parets morterades i desenvolupada en planta baixa, pis i golfes, parcialment utilitzades com a habitacions. La coberta és de teula àrab sobre cairats a dues vessants. La planta baixa és coberta amb voltes de rajola. Les obertures de la façana principal són emmarcades amb carreus bisellats i emmotllurats. Destaquen la porta dovellada i el finestral corresponent a la sala del primer pis, d'un senzill estil renaixentista. Adossat a la façana sud hi ha una construcció annex destinada a activitats agrícoles. A la façana principal hi ha tres llindes de pedra partides.

## Història
L'edifici fou construït en el segle xvii en una etapa d'esplendor del camp català. En la llinda de la finestra lateral esquerra del primer pis hi ha cisellada la data de 1648.